# 1982年の政治
1982年の政治（1982ねんのせいじ）では、1982年（昭和57年）の政治分野に関する出来事について記述する。

## できごと

### 1月
- 1月3日 - 韓国、内閣改造。新首相に劉彰順。
- 1月4日 - レーガン米大統領、リチャード・アレン（英語版）大統領補佐官（安全保障担当）を解任。後任はウィリアム・クラーク国務副長官。
- 1月5日
  - 米独首脳会談。
  - 全斗煥韓国大統領、夜間外出禁止令の解除を指令。
- 1月8日 - 第18回日米安保協議委員会で極東有事共同研究の着手に合意。
- 1月11日 - 米、台湾への新型戦闘機売却中止。
- 1月16日 - 英国・バチカンが外交関係を大使級に格上げすることを発表。1534年のヘンリー8世によるイギリス国教会創設以来。
- 1月22日 - 全斗煥韓国大統領、国会で行われた施政方針演説で北朝鮮に対し南北朝鮮統一に関する民族統一協議会議創設を提案。これに対し北朝鮮は、同月27日の『労働新聞』の論評で糾弾する姿勢を示した。
- 1月24日 - エジプト、対ソ関係を修復。
- 1月26日
  - 米ソ外相会談。ジュネーヴでアレクサンダー・ヘイグ国務長官とアンドレイ・グロムイコ外相が会談。
  - レーガン米大統領、一般教書演説。「新連邦主義」を提唱。
- 1月27日
  - ホンジュラス民政復帰。
  - フィンランド大統領にマウノ・コイヴィストが選出される。
  - エルサルバドルの左翼ゲリラ、ファラブンド・マルティ民族解放戦線（FMLN）が攻勢。
- 1月28日 - イタリアの極左過激派、赤い旅団に誘拐されていたNATO南欧軍副司令官ジェームズ・ドジャー米陸軍准将が救出される。

### 2月
- 2月2日 - シリアでムスリム同胞団による反政府蜂起勃発。
- 2月3日
  - 鈴木善幸首相、衆議院予算委員会で「昭和59年度赤字国債はゼロ」であることを公約として明言する。
  - レオニード・ブレジネフソ連共産党書記長、社会主義インターナショナル副議長のソルサフィンランド社会民主党党首と会談。1990年まで東西双方が中距離核兵器を3分の1以下に削減することを提案。
- 2月4日 - レーガン米大統領、ゼロ・オプションに基づく条約草案を公表。
- 2月8日 - コスタリカ大統領選挙。野党第一党・国民解放党のアルベルト・モンヘが当選する。
- 2月9日
  - マドリードで全欧安保再検討会議開催。
  - フェルディナンド・マルコス比大統領の女婿、トミー・マノトクが左翼ゲリラから解放される。
- 2月10日 - 第二次臨時行政調査会（臨調）、第二次答申。
- 2月11日 - 鈴木首相に米連邦議会下院の中堅・若手議員68名連名で防衛努力を求める書簡を送る。
- 2月13日 - ポーランドで戒厳に反対する大学生らが抗議デモ。ポーランド当局は治安強化。17日まで3500名を拘束する。
- 2月16日 - マルタでアガサ・バーバラが大統領に当選。マルタ初の女性大統領。
- 2月17日 - ロバート・ムガベジンバブエ首相、クーデターを計画したとの理由でジョシュア・エンコモ国務大臣らを解任する。
- 2月19日 - ローマ教皇ヨハネ・パウロ2世、アフリカ訪問。
- 2月23日
  - 江崎真澄を団長とする自民党訪米団、レーガン大統領と会談。レーガンは「日本の市場開放は不十分」と回答。
  - ウガンダの首都カンパラに反政府武装ゲリラ「統一自由運動」が侵入し、政府軍と交戦。
- 2月24日
  - ポーランド統一労働者党（共産党）中央委員会総会。ヴォイチェフ・ヤルゼルスキ党第一書記、戒厳状態を正当化。
  - レーガン米大統領、米州機構本部で演説。中米・カリブ諸国に対する政策を発表。

### 3月
- 3月2日 - 韓国政府、金大中ら政治犯を含む2863名に恩赦。金大中は無期から懲役20年に減刑。
- 3月6日 - 減税で与野党が合意する。
- 3月9日 - 衆議院本会議で昭和57年度予算案可決。
- 3月16日
  - ブレジネフソ連共産党書記長、全ソ労組中央評議会大会で演説し、中距離核ミサイルSS-20の配備凍結を発表。
  - 江崎真澄を団長とする自民党訪欧団、EC本部で円卓会議。
  - 南アフリカ、アンゴラを奇襲攻撃。
- 3月22日 - イラン軍、フーゼスターン州のイラク軍に対して攻勢をかける。
- 3月23日 - グアテマラでクーデター。
- 3月24日
  - バングラデシュでホサイン・モハメド・エルシャド陸軍参謀総長を中心とする陸軍がクーデター。
  - ブレジネフソ連共産党書記長、対中関係改善を呼びかけ。
- 3月28日 - エルサルバドル総選挙。

### 4月

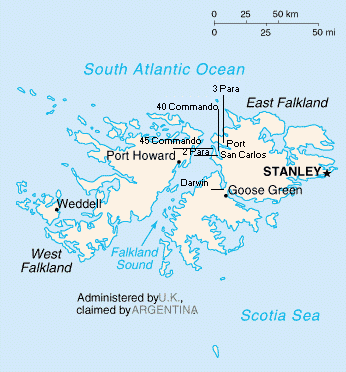
フォークランド諸島

- 4月2日 - アルゼンチン軍がフォークランド諸島に上陸、同島を制圧。フォークランド紛争勃発。英国とアルゼンチンは国交断絶。
- 4月6日 - エジプトのアハマッド・エスケマット・アブドル・マギド国連大使、中東和平案を提示。
- 4月7日 - ウガンダで反政府分子、ゲリラを大規模逮捕。
- 4月8日 - アレクサンダー・ヘイグ米国務長官、フォークランド紛争調停のために訪英。
- 4月10日
  - ヘイグ米国務長官、フォークランド紛争調停のためにアルゼンチンを訪問。調停は失敗に終わる。
  - イランでクーデター未遂事件。クーデター容疑でゴトブザデ元外相らが逮捕される。
- 4月15日
  - 自民党グリーンカード対策議員連盟（金丸信会長）がグリーンカード制廃止を求める決議を全会一致で採択。　
  - フランソワ・ミッテラン仏大統領訪日。
- 4月17日 - カナダ自主憲法制定。
- 4月21日 - 朝鮮半島ソウル北東非武装地帯で銃撃戦。
- 4月22日 - 中国、全国人民代表大会常務委員会第23回会議で新憲法草案審議。
- 4月23日 - 西サハラ紛争に関するアフリカ統一機構会議が終わる。解決策は見出せず。
- 4月24日 - 寬仁親王、皇籍離脱を希望。
- 4月25日 - シナイ半島がエジプトに返還される。
- 4月27日 - マレーシア総選挙で与党国民戦線が勝利し、マハティール・ビン・モハマド首相が再選されました。
- 4月30日 - 第3次国連海洋法会議にて海洋法に関する国際連合条約を採択。

### 5月
- 5月2日 - アルゼンチン海軍の巡洋艦ヘネラル・ベルグラノが英潜水艦の魚雷攻撃により沈没。戦死者321名。
- 5月3日 - ワルシャワで自主管理労組「連帯」を支持する約2万5000人のデモ隊と当局が衝突する。
- 5月4日
  - インドネシア総選挙。
  - イギリス海軍の駆逐艦シェフィールドがアルゼンチン空軍シュペルエタンダール機の「エグゾセ」ミサイルにより大破、沈没。
- 5月6日 - 伊藤宗一郎防衛庁長官、「国民はゆすり、たかり」発言。13日の衆議院内閣委員会で釈明し決着。
- 5月16日 - ドミニカ共和国大統領選挙でサルバドール・ホルヘ・ブランコが当選。
- 5月18日 - 国連環境会議、ナイロビ宣言を採択。
- 5月20日 - ハビエル・ペレス・デ・クエヤル国連事務総長、英アルゼンチン調停に失敗。
- 5月21日 - イギリス軍、フォークランドに上陸を開始。
- 5月24日
  - イラン軍、フーゼスターン州の要衝ホニンシャハルを奪還。
  - ソ連共産党中央委員会総会が、ミハイル・スースロフの後任にアンドロポフを書記に選出する。
- 5月28日
  - イラン軍、バスラを砲撃。
  - 日本、市場開放第二段として工業製品、農水産品215品目の関税引き下げ。
- 5月30日 - スペイン、NATOに加盟。

### 6月
- 6月2日 - 趙紫陽中国首相、来日。
- 6月4日
  - 日米航空交渉決着。

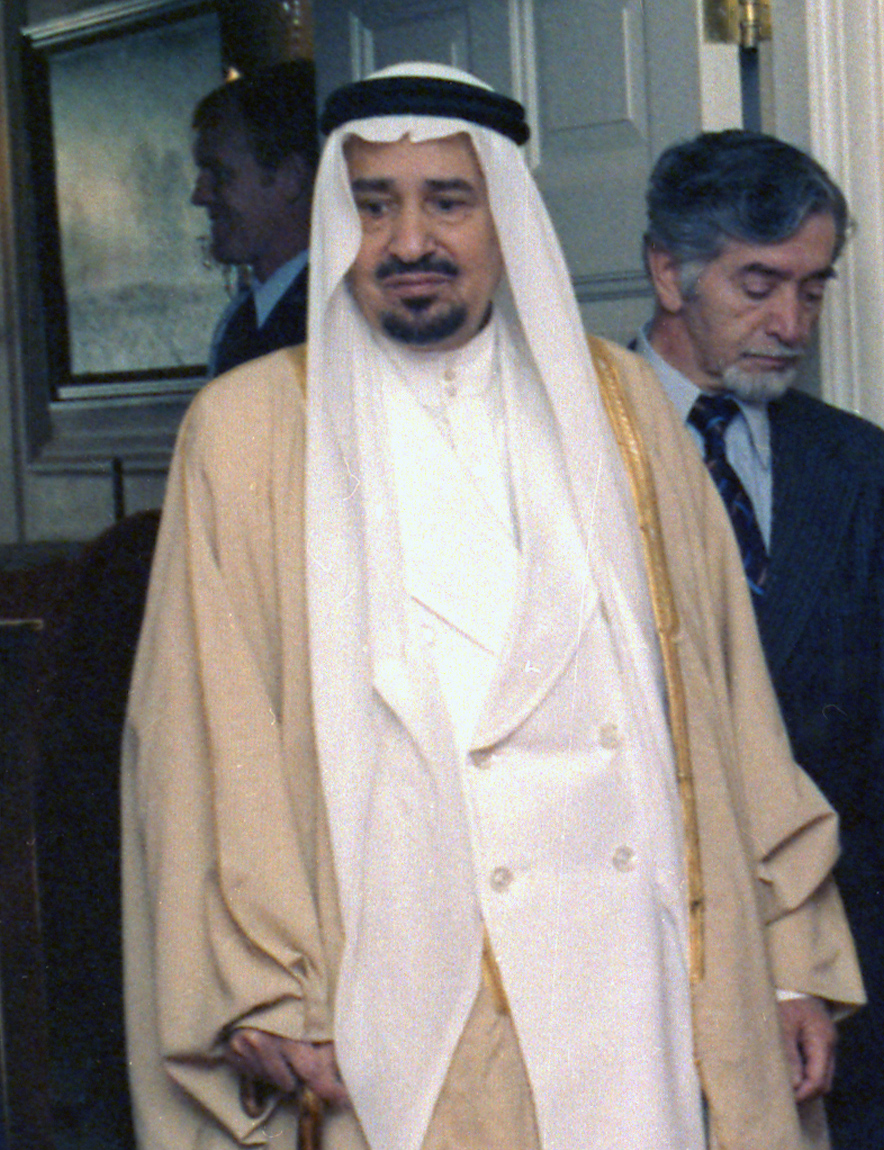
穏健派として知られたハリド国王死去

  - 第8回先進国首脳会議（ヴェルサイユ・サミット）開催。
- 6月6日 - イスラエル軍、レバノンに侵攻。
- 6月7日 - チャドでクーデター。
- 6月8日
  - 東京地方裁判所、ロッキード事件判決公判で橋本登美三郎元運輸大臣と佐藤孝行運輸政務次官に有罪判決。二階堂進、加藤六月らへの金銭供与も認定。
  - 社会党、共産党、佐藤孝行被告に議員辞職勧告決議案を提出。
- 6月9日 - 自民党、野党の証人喚問などの要求を拒否。
- 6月13日 - ハリド・サウジアラビア国王崩御。新国王にファハド。
- 6月14日 - フォークランド諸島ポートスタンリーでアルゼンチン守備隊が英軍に降伏、フォークランド紛争終結。
- 6月17日 - レオポルド・ガルチェリ・アルゼンチン大統領が辞任。
- 6月20日 - 南サンドウィッチ諸島のアルゼンチン軍降伏。
- 6月21日
  - 米ワシントン連邦地裁、レーガン大統領狙撃犯ジョン・ヒンクリーに対して精神異常を理由に無罪判決。
  - ダイアナ英皇太子妃、ウィリアム王子を出産。
- 6月21日
  - アルゼンチン陸軍、レイナルド・ビニョネ退役中将を次期大統領に指名。海空軍はこの決定に反対し、アルゼンチン軍事評議会は崩壊する。
  - カンボジア、ポル・ポト派、シアヌーク派、ソン・サン派の反越三派連合政権。
- 6月25日 - アレクサンダー・ヘイグ米国務長官辞任。後任はジョージ・シュルツ。
- 6月29日 - 米ソ戦略兵器削減交渉（START）がジュネーブで開催。

### 7月
- 7月1日 - 中国で人口調査開始。
- 7月4日
  - メキシコ大統領選挙で与党制度的革命党のミゲル・デ・ラ・マドリ・ウルタードが当選する。
  - ドミニカ共和国のアントニオ・グスマン・フェルナンデス大統領が自殺。
- 7月10日 - 第2回国連軍縮特別総会終了。ほとんど成果は見られず。
- 7月11日 - カンボジアで反ベトナム3派による民主カンボジア連合政府が発足。
- 7月14日 - イラン軍、イラク領へ侵攻。
- 7月16日 - 参議院本会議で公職選挙法改正案可決。
- 7月29日
  - PLO、レバノン撤退で合意。
  - インディラ・ガンディー・インド首相訪米。米印首脳会談。
- 7月30日 - 第二次臨時行政調査会（臨調）、鈴木首相に第三次答申を提出。前文で「増税なき財政再建」を強調した上で、日本国有鉄道、日本電信電話公社、日本専売公社の分割民営化や省庁の統廃合、公務員給与などについて提言。

### 8月
- 8月1日
  - ケニアでクーデター未遂事件。
  - イスラエル軍、西ベイルートに侵攻。
- 8月9日 - パリで反ユダヤ・テロ。
- 8月12日 - ポルトガル、革命評議会を廃止。
- 8月17日 - セーシェルでクーデター未遂事件。
- 8月18日 - 衆議院本会議で公職選挙法改正案が可決。参議院全国区が廃止され、拘束名簿式比例代表制が導入される。
- 8月21日 - PLO、レバノン退去。
- 8月23日 - レバノン大統領にバシール・ジュマイエルが選出される。
- 8月26日 - 歴史教科書問題で宮沢喜一内閣官房長官談話が発表される。
- 8月27日 - スペイン下院が解散。

### 9月
- 9月1日 - メキシコ、銀行国有化を発表。
- 9月9日 - 第12回アラブ首脳会議、イスラエルの生存権認知を盛り込むフェズ宣言を採択。
- 9月10日 - アルゼンチン軍事評議会再結成。
- 9月11日 - 中国共産党第12回全国代表大会閉幕。党主席、副主席制の廃止、顧問委員会の創設などが決定。
- 9月14日
  - レバノン次期大統領のバシール・ジュマイエルが暗殺される。
  - モナコのグレース王妃が自動車事故死。
- 9月15日 - イランでサデク・ゴトブザデ元外相が処刑される。
- 9月16日
  - レバノンの右派キリスト教民兵、パレスチナ難民を大量虐殺。
  - 金日成、北京訪問。
  - フェルディナンド・マルコス比大統領、訪米。
  - 鈴木首相、記者会見で財政「非常事態」宣言。
- 9月17日 - マーガレット・サッチャー英首相、訪日。
- 9月19日 - スウェーデン総選挙。オロフ・パルメ率いるスウェーデン社会民主労働党が勝利。20日パルメ内閣成立。
- 9月22日 - サッチャー英首相、訪中。
- 9月24日 - 政府行革大綱閣議決定。
- 9月28日 - 鈴木首相、訪中。

### 10月
- 10月1日 - 西ドイツ首相にヘルムート・コールが就任。
- 10月5日 - 北京で中ソ次官級協議。
- 10月6日 - 福田赳夫元首相、鈴木首相は国民の信頼が無いと批判。河本派、中川グループも同調。
- 10月8日 - ポーランド国会、新労組法を可決。「連帯」非合法化される。
- 10月12日 - 鈴木善幸首相、退陣を表明。
- 10月14日 - 自民党最高顧問会議開催。
- 10月15日
  - 月刊ペン事件で池田大作創価学会名誉会長、東京地方裁判所で証言。
  - 鈴木首相、福田元首相、二階堂進自民党幹事長三者会談。
- 10月16日
  - 自民党総裁選挙に中曽根行政管理庁長官、河本敏夫経済企画庁長官、中川一郎科学技術庁長官、安倍晋太郎通産大臣が立候補する。鈴木、福田、二階堂の三者協議による調整中のため選挙運動は1週間凍結。
  - 中国空軍の呉栄根（中国語版）大尉、ミグ19改機で韓国に逃亡、その後台湾に亡命[注 1]。
  - 中国海軍、潜水艦発射弾道ミサイル（SLBM）の水中発射実験に成功と発表。
- 10月21日 - チャド大統領にハッサン・ハブレ（イサン・アブレ）。
- 10月22日
  - 日米農産物交渉物別れ。
  - 鈴木、福田、二階堂の三者協議最終日。
  - 田村元自民党国会対策委員長、三者協議に入り、中曽根首相、福田総裁の「総総分離」を提案。
- 10月23日 - 中曽根が総総分離を拒否し、総裁予備選に突入。
- 10月28日 - スペインで議会総選挙。中道左派政党のスペイン社会労働党（フェリペ・ゴンザレス書記長）が勝利。

### 11月

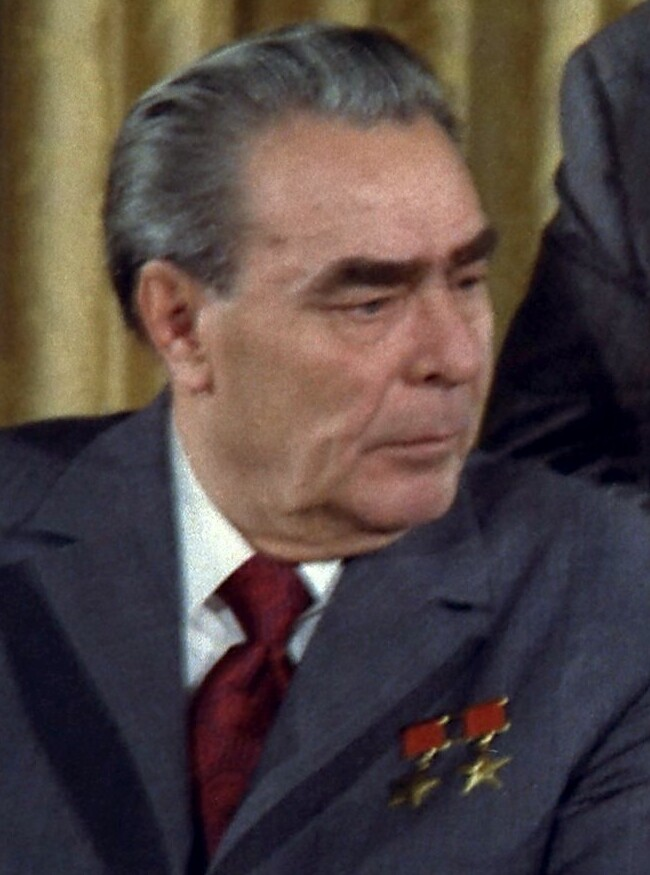
レオニード・ブレジネフ死去

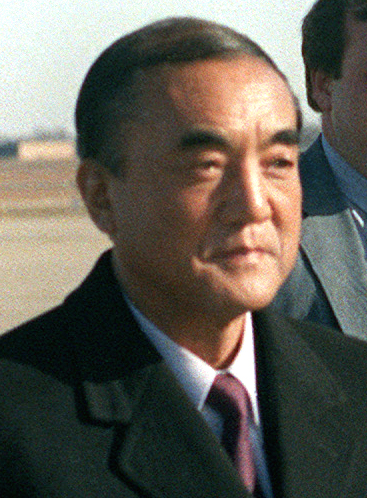
中曽根康弘

- 11月1日 - ジアウル・ハク・パキスタン大統領、訪印。インディラ・ガンディー首相と印パ首脳会談。
- 11月2日 - アメリカ中間選挙、民主党は下院で26議席増。
- 11月4日 - オランダでルード・ルベルス内閣成立。
- 11月7日 - トルコで国民投票、新憲法に対して91.2パーセントが賛成。
- 11月10日 - レオニード・ブレジネフソ連共産党書記長兼最高会議幹部会議長が死去。75歳。
- 11月12日
  - ソ連共産党書記長にユーリ・アンドロポフが選出される。
  - トルコ大統領にケナン・エヴレン将軍が就任。
  - レフ・ワレサ「連帯」委員長が釈放される。
- 11月24日 - 自由民主党総裁予備選挙。田中派、鈴木派の支援を得て、中曽根康弘が一位。河本、安倍、中川は本選挙立候補を取り下げ、中曽根が第11代自民党総裁に選出される。
- 11月26日 - 第1次中曽根内閣成立。内閣官房長官に後藤田正晴、外相安倍晋太郎、蔵相竹下登。竹下蔵相、後藤田官房長官の他、田中派からは、林義郎厚相、内海英男建設相、山本幸雄自治相、梶木又三環境庁長官、さらに無派閥ではあったが、かねてよりロッキード事件に批判的であった秦野章を法相としたことから、「田中曽根内閣」「直角内閣」と呼ばれた。

### 12月
- 12月1日
  - レバノンの首都ベイルートで爆弾テロ。
  - エドワード・ケネディ上院議員、1984年大統領選挙への不出馬を表明。
- 12月4日 - 中国全国人民代表大会で新憲法採択。
- 12月6日 - アルゼンチンでゼネスト。
- 12月7日 - ジアウル・ハク・パキスタン大統領訪米。
- 12月9日 - 元ソ連国家保安委員会（KGB）要員のスタニスラフ・レフチェンコがワシントンで記者会見し、対日工作を暴露。
- 12月16日 - 金大中、清州収容所からソウル大学病院に移送決定。事実上の釈放。同月23日、病気治療の名目でアメリカに出国。
- 12月19日 - 中曽根首相、首相公邸に引越し。
- 12月28日 - 第98通常国会召集。